# PGC 2028845
LEDA/PGC 2028845 ist eine Irreguläre Galaxie im Sternbild Pegasus nördlich der Ekliptik. Sie ist schätzungsweise 575 Millionen Lichtjahre von der Milchstraße entfernt und hat einen Durchmesser von etwa 80.000 Lichtjahren. Vom Sonnensystem aus entfernt sich das Objekt mit einer errechneten Radialgeschwindigkeit von näherungsweise 12.700 Kilometern pro Sekunde.
Im selben Himmelsareal befinden sich unter anderem die Galaxien PGC 180, PGC 289, PGC 309, PGC 2019681.